# Boyan Slat
Boyan Slat (Delft, 1994. július 27. –) holland feltaláló, vállalkozó, környezetvédelmi aktivista. Alapítványa, a The Ocean Cleanup közösségi adakozásból 2018 szeptemberére megépítette és tengerre bocsátotta az első passzív műanyaghulladék-gyűjtő rendszert.

## Életútja
Kisgyermekkorától érdeklődött a technika, a mérnöki megoldások iránt. Tizenkét éves korában 213 vízrakéta egyidejű kilövésével állított fel Guinness-rekordot.
Tizenhat éves korában, 2011-ben egy görögországi merülőtúrán arra lett figyelmes, hogy a vízben több műanyag szeméttel találkozik, mint hallal. Hazatérve egyik középiskolai projektjében arra kereste a választ, mi okozza az óceánok műanyagszennyezését és miért áll a jelenség előtt tehetetlenül a világ. Később felmerült benne az ötlet egy passzív rendszer bevezetéséről, amely az óceáni áramlatokat hasznosítva oldhatná meg a helyzetet, és ötletéről egy 2012-es, Delftben megrendezett TEDx műszaki konferencián számolt be.
Slat ebben az időben repüléstechnikai mérnöknek tanult a Delfti Műszaki Egyetemen, de tanulmányait félbeszakítva minden idejét ötlete megvalósításának szentelte. 2013-ban megalapította The Ocean Cleanup nevű nonprofit alapítványát, majd nem sokkal később a delfti TEDx konferencián elhangzott beszélgetés felvételét is felkapták és megosztották az online híroldalak.

### Az óceánok megtisztítása
Az alapítvány legfőbb célkitűzése olyan, fejlett technológián alapuló eljárás kidolgozása, amely segít az óceánok vizéből eltávolítani a műanyag szemetet. Közösségi finanszírozással, 160 országból érkező 38 ezer adomány segítségével sikerült 2,2 millió amerikai dollárt összegyűjteniük. 2014 júniusában publikálták azt az 528 oldalas megvalósíthatósági tanulmányt, amelyet Kim Martini és Miriam Goldstein oceanográfusok később technológiai képtelenségnek könyveltek el, és kételyeiket olyan fórumok is osztották, mint a Popular Science vagy a The Guardian. A The Guardian 2016 márciusában arról is beszámolt, hogy a koncepciót tesztelik és tökéletesítik.
A kétkedő hangok ellenére a The Ocean Cleanup alapítvány 2017 áprilisáig 31,5 millió amerikai dollárt gyűjtött össze tervei megvalósításához, amihez olyan európai és szilícium-völgyi vállalkozók is hozzájárultak, mint a Salesforce.com ügyvezetője, Marc Benioff. Slat egy 2017. júliusi nyilatkozatában úgy ítélte meg, hogy az új technológiával a nagy csendes-óceáni szemétsziget tömegének fele öt éven belül eltávolítható az óceánból. Ugyanott arról számolt be, hogy az első hulladékgyűjtő rendszert 2018 közepéig beüzemelik, majd 2020-ig további rendszereket telepítenek, hogy elérjék a tervezett teljes kapacitást. Végül 2018. szeptember 8-án került sor az első rendszer, a System 001 vízre helyezésére a San Franciscó-i kikötőben. A sajtótájékoztatón elhangzott, hogy a mintegy 600 méter hosszú, U alakban a vízen lebegő tisztítókar a víz felső 3 méteres rétegéből gyűjti a szemetet.

## Elismerései

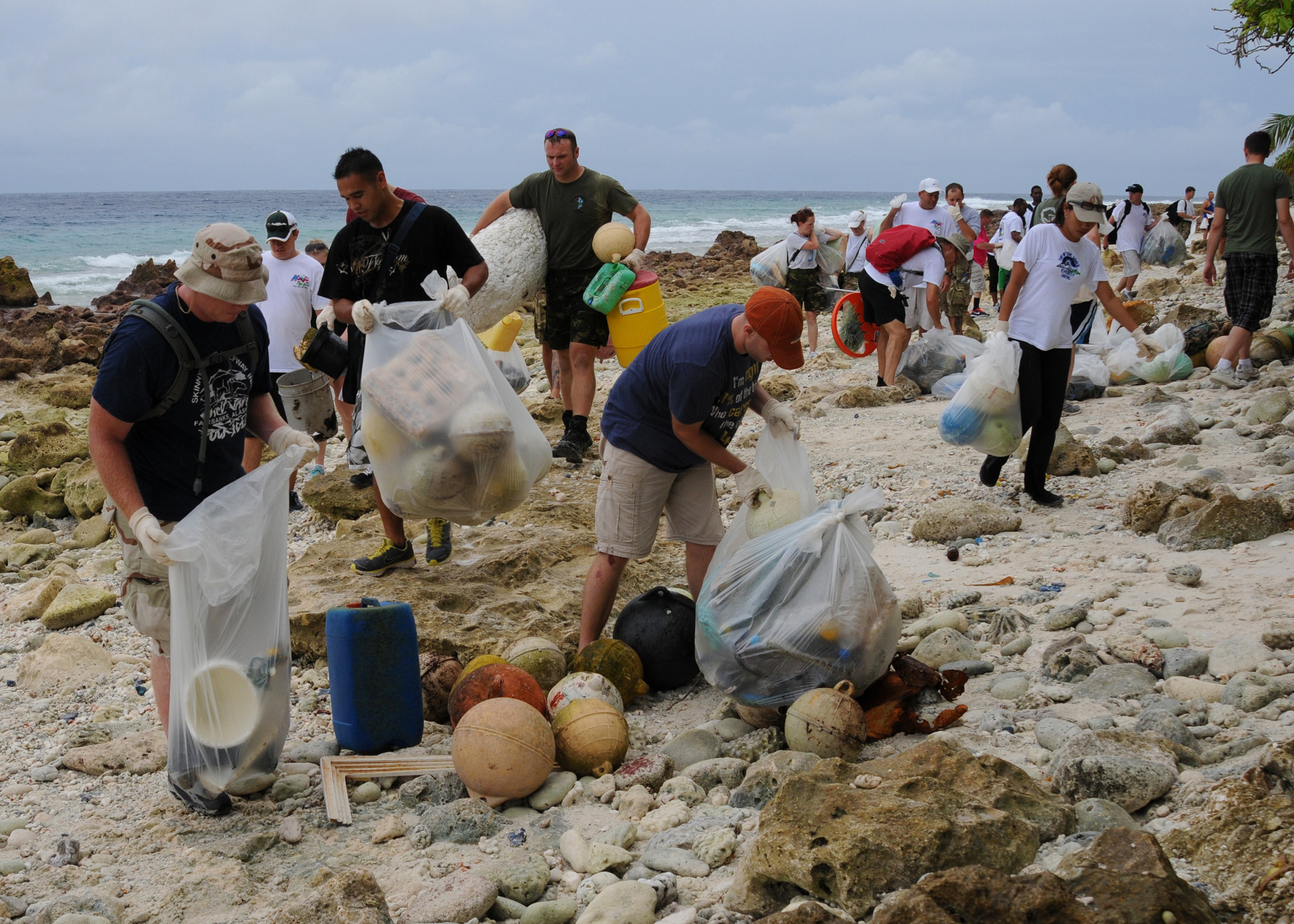
Szemétgyűjtés 2012 szeptemberében a Brit Indiai-óceáni Területhez tartozó Diego Garcia szigetén

2014 novemberében az ENSZ Környezetvédelmi Programja a Champions of the Earth (’A Föld Bajnoka’) elismeréssel tüntette ki Slatet, 2015-ben V. Harald norvég király pedig a Fiatal Vállalkozók Díjával ismerte el törekvéseit. A Forbes magazin 2016-ban az ifjú feltalálót beválasztotta a harminc legfontosabb tudományos vagy egészségvédelmi eredményt elérő, harmincévesnél fiatalabb fiatal közé. A PayPal-társalapító Peter Thiel által 2011-ben útjára indított, a tanulmányaikat vagy munkájukat félbeszakító fiatal vállalkozókat támogató ösztöndíj-alapítvány 100 ezer amerikai dollárral járult hozzá Slat és a The Ocean Cleanup céljaihoz. 2018 májusában a Euronews az év európai vállalkozójának választotta meg Boyan Slatet.

## Fordítás
- Ez a szócikk részben vagy egészben  a   Boyan Slat című angol Wikipédia-szócikk ezen változatának fordításán alapul.  Az eredeti cikk szerkesztőit annak laptörténete sorolja fel. Ez a jelzés csupán a megfogalmazás eredetét és a szerzői jogokat jelzi, nem szolgál a cikkben szereplő információk forrásmegjelöléseként.